# Zamek we Włodzimierzu
Zamek we Włodzimierzu – zamek wzniesiony w XIV w. przez króla Polski Kazimierza Wielkiego.

## Historia
Za panowania Wasylka Romanowicza, brata Daniela Halickiego Włodzimierz drewniana warownia została zajęta przez Batu-chana w 1240 r. a następnie w 1261 r. z rozkazu wodza Mongołów Burundaja spalona przez Wasylka. Po zawarciu pokoju z książętami litewskimi w 1366 roku, król Polski Kazimierz Wielki wzniósł w Włodzimierzu nowy, warowny zamek z cegły i kamienia. Głównym budowniczym był syn wojewody krakowskiego Wacław z Tenczyna. Mury w ciągu dwóch lat wznosiło 300 robotników, a na budowę wydano 300 grzywien. Po wybudowaniu zamek w lenno od króla otrzymał Aleksander Koriatowicz, w którego imieniu zamkiem zarządzał Piotr Turski z Tenczyna. Po śmierci króla w 1370 r., książęta litewscy Lubart i Kiejstut napadli na Włodzimierz i zburzyli zamek.

## Architektura, lustracje
Podczas rewizji zamku w 1545 r. był on zaniedbany, ponieważ od czasu odbudowania, a potem spalenia za panowania króla Polski Kazimierza Jagiellończyka, nie był remontowany. Było w nim wówczas 70 horodni i pięć wież, z nich 20 horodni i cztery wieże potrzebowały naprawy. Most do zamku był zupełnie nowy, wzniesiony przez szlachtę zamieszkującą powiat. Zasoby obronne zamku były niedostateczne. Stróżów i klikunów, najmowany przez starostę, były najwyżej trzech a zapasów żywności nie było w ogóle. W 1552 r. za dzierżawy ks. Konstantego Wasyla Ostrogskiego, nastąpiła ponownie rewizja zamku, z której wynika, że był on wzniesiony przed 80 laty z drzewa dębowego staraniem horodniczego Sołtana. Posiadał pięć wież, z których jedna, nad wrotami, była czworograniasta a inne okrągłe. Horodni było 71, z których dziesięć potrzebowało naprawy. Zwodzony most do zamku był w dobrym stanie. W 1628 r. starostą Włodzimierza był Roman Hosczki a dochód z gruntu do zamku wynosił 200 fl. Lustracja z 1765 r. podaje, że zamek był na błocie umyślnie postawiony, w koło otoczony był wysokimi, usypanymi wałami; most rzucony przez błota był drewniany i nadpsuty, a drewniana dwupiętrowa brama była nowo wybudowana. Na pierwszym piętrze znajdowało się więzienie dla pospólstwa, natomiast na drugim izba z alkierzem lub wieża dla szlachty. Po lewej stronie stał drewniany budynek  przeznaczony dla sądów grodzkich i nie remontowana kancelaria, potrzebującą nowej siedziby. Na zamku stały cztery chałupy; z uzbrojenia: dwa działa żelazne, z których jedno było rozerwane a drugie zardzewiałe, bez broni i amunicji; wały miejscami były opadłe i osypane, a po fosach nie było śladu. W lustracji  w 1789 r. czytamy, że powierzchnia zamku była bez żadnej zabudowy, ponieważ budynek drewniany został rozebrany przed kilku laty.